# Brakefield Green
Brakefield Green – wieś w Anglii, w hrabstwie Norfolk. Leży 22 km na zachód od Norwich i 147 km na północny wschód od Londynu.